# Ljudmila Žuravlovová
Ljudmila Vasiljevna Žuravlovová (rusky Людмила Васильевна Журавлёва, * 22. května 1946 Kozmoděmjansk) je sovětská a posléze ruská, resp. ukrajinská astronomka, profesně spjata s Krymskou astrofyzikální observatoří, kde v období let 1972–1992 objevila celkem 213 planetek.
V oficiální statistice Minor Planet Center jí patří s 200 objevenými planetkami a dalšími 13 společnými objevy s jinými kolegy 63. místo (květen 2018). K jejím objevům patří například velký Jupiterův troján 4086 Podalirius nebo planetka 2740 Tsoj.
Na Žuravlovové počest byla pojmenována planetka  26087 Žuravleva, kterou objevila Ljudmila Karačkinová, její kolegyně z Krymské astrofyzikální observatoře.